# 프랭크 밀스
프랭크 밀스(영어: Frank Mills, 1942년 6월 27일 ~ )는 캐나다의 피아노 연주자이자 레코딩 아티스트 (recording artist)이다.

## 어린 시절 및 교육
밀스는 퀘벡주 몬트리올에서 태어났다. 그는 퀘벡주 베르둔에서 자랐으며, 3세 때 피아노를 연주하기 시작했다. 그의 가족은 음악가였다. 그의 어머니도 피아노를 연주했고 그의 아버지는 테너로 활동했다. 그가 17세가 되었을 때 부모는 모두 암으로 사망했다. 
밀스는 5년 동안 맥길 대학교에 다녔다. 맥길에서 처음에는 공학을 배웠지만 결국 음악과로 전향했다. 사교 클럽의 피아노는 모든 해머에 압정이 있고 독특한 소리를 냈다. 

## 경력
1960년대 후반에 밀스는 더 벨스의 회원이 되었다. 그는 싱글 《스테이 어와일》로 국제적인 성과를 거두기 직전에 1971년 밴드를 떠났다. 

## 작품
- 《뮤직박스 댄서》
- 《시인과 나》
- 《피터 파이퍼》
- 《해피 송》